# 普丽蒂卡·帕瓦德
普丽蒂卡·帕瓦德（法語：Prithika Pavade，2004年8月2日—），法国女子乒乓球运动员，2020年欧洲乒乓球锦标赛混合双打铜牌得主、2021年欧洲乒乓球锦标赛女子团体铜牌得主、2023年欧洲乒乓球锦标赛女子团体铜牌得主、2024年世界乒乓球团体锦标赛女子团体铜牌得主。